# Gaio Caninio Rebilo (console 12 a.C.)
Gaio Caninio Rebilo (in latino Gaius Caninius Rebilus; 47 a.C. circa – Roma, 12 a.C.) è stato un magistrato romano, console dell'impero romano.

## Biografia
Discendente di un'antica famiglia di rango pretorio probabilmente originaria di Tusculum, Rebilo era figlio dell'omonimo console del 45 a.C., noto per essere stato scelto da Cesare come console solo per alcune ore del 31 dicembre di quell'anno. Tuttavia, grazie all'azione di Cesare, la famiglia poté essere annoverata tra i nobiles.
Rebilo compare nelle fonti per la prima volta come quindecemvir sacris faciundis nel 17 a.C., anno in cui dovette amministrare, insieme ai colleghi e ad Augusto, i Ludi Saeculares. Dal momento che Rebilo compare come penultimo per anzianità di carica, doveva essere entrato nel collegio non molto tempo prima della celebrazione.
Rebilo poi raggiunse la massima carica dello stato romano, divenendo console nella tarda estate del 12 a.C. in sostituzione dell'abdicante Gaio Valgio Rufo. Tuttavia, i Fasti Capitolini riportano la morte in carica di Rebilo, avvenuta quindi nell'autunno di quell'anno: la morte di Rebilo, che si accompagnava, oltre che all'abdicazione di Valgio Rufo, alla morte in carica del console dello stesso anno Marco Valerio Messalla Appiano, avvenuta tra gennaio e febbraio, e soprattutto al decesso di Marco Vipsanio Agrippa a marzo, ha indotto alcuni studiosi, tra cui Ronald Syme, a ipotizzare la diffusione a Roma in quell'anno di una malattia pandemica, dal momento che, se da un lato Agrippa aveva più di cinquant'anni ed era stato sottoposto ai grandi sforzi dei molti spostamenti tra province e della guerra pannonica, i due consoli dovevano invece essere piuttosto giovani quando spirarono.
Nonostante la morte prematura, la stirpe di Rebilo continuò: egli dovette senza dubbio avere un figlio omonimo, a noi completamente ignoto, il quale a sua volta generò Gaio Caninio Rebilo, console suffetto nel 37.